# Ночное зрение
Ночно́е зре́ние — механизм восприятия света зрительной системой человека, действующий в условиях относительно низкой освещённости. Осуществляется с помощью палочек при яркости фона менее 0,01 кд/м2, что соответствует ночным условиям освещения. Колбочки в этих условиях не функционируют, поскольку для их возбуждения не хватает интенсивности света. Синонимы: скотопическое (от др.-греч. σκότος — темнота и ὤψ — взгляд, вид) и палочковое зрение.

Спектральные зависимости относительной чувствительности человеческого глаза для дневного (красная линия) и ночного (синяя линия) зрения.

Спектральная зависимость относительной светочувствительности человеческого глаза для ночного зрения приведена на рисунке. Её максимум по сравнению с кривой чувствительности глаза при дневном зрении сдвинут в коротковолновую сторону и располагается на длине волны 507 нм.
Отличительными особенностями ночного зрения по сравнению с дневным являются:
- Высокая светочувствительность. Её величина примерно в сто раз выше, чем при дневном зрении. Обусловлена большей светочувствительностью палочек по сравнению со светочувствительностью колбочек.
- Низкая разрешающая способность (острота зрения). Причиной является то, что несколько палочек подают сигнал на одну и ту же биполярную клетку, а колбочки действуют поодиночке. Кроме того, в центральной ямке палочки редки[4][5][6].
- Отсутствует способность различать цвета.

У некоторых животных хорошо развито ночное зрение. Ночные бабочки, лягушки и гекконы способны различать цвета даже в темноте. Этой способностью животные обладают благодаря специальным нейронам зрительной системы, которые суммируют световые сигналы из соседних рецепторов поля зрения, запоминают эти сигналы в течение длительного времени, благодаря чему значительно ослабляются шумы.
Снижение ночного зрения и нарушение синтеза родопсина могут быть вызваны следующими факторами:
1. Ретиниты (патология сетчатки): При разрушении палочек происходит нарушение синтеза родопсина, что приводит к снижению ночного зрения.
2. Нарушение соотношения палочек и колбочек: Дисбаланс между палочками и колбочками может также способствовать нарушению синтеза родопсина и ухудшению ночного зрения.
3. Авитаминоз витамина А («куриная слепота»): Недостаток родопсина может возникнуть из-за дефицита витамина А, поступающего в организм с пищей. Это состояние называется "куриная слепота".
4. Врожденный недостаток родопсина: Некоторые люди могут иметь врожденный дефект в синтезе родопсина, что также может сказаться на ночном зрении.
5. Офтальмологические болезни и обменные нарушения: Миопия, ретинопатии, отслойка сетчатки, а также декомпенсированный сахарный диабет могут привести к нарушению синтеза родопсина и ухудшению ночного зрения.

Эти факторы могут оказывать влияние на процессы в организме, ведущие к снижению чувствительности глаз к свету в условиях низкой освещенности.